# Евангелие от Тома
Евангелие на Тома не е канонично евангелие и не присъства в Новия завет на Библията. Едно от произведенията, съставляващи т.нар. Библиотека от Наг Хамади (на английски: Nag Hammadi Library) – сбирка от над петдесет гностични текстове, открити в Египет през 1945 г. Гностичните съчинения поддържат тези, които се различават от догмите на християнската църква, поради което винаги са били оценявани като апокрифни.
Евангелието от Тома е изцяло запазено апокрифно евангелие, датирано към 340 г., написано върху папирус на коптски език. Авторите му претендират, че са ученици на апостол Тома, който в текста е наречен Дидимос Юда Тома. За разлика от каноничните и апокрифните евангелия, които са структурирани върху живота на Иисус, евангелието от Тома съдържа само поучения, приписвани на Иисус. Някои от притчите са познати от каноничните евангелия, но други се срещат само в този текст.
Намерени са по-ранни фрагменти от това евангелие, датирани най-рано от края на II в., които са на гръцки език и са запазени в находките от Оксиринх, познати като „Логии на Иисус“:
- P.Oxy. 1: фрагменти от logia 26 – 33, и logia 77 (ordered: 26 – 30, 77, 31 – 33).
- P.Oxy. 654: фрагменти от logion 7, logion 24 и logion 36.
- P.Oxy. 655: фрагменти от logia 36 – 39, преразказ на 8 фрагмента, означени с букви a-h, от които f и h са загубени.

## Писмени паметници на древния гностицизъм
- Евангелие на Истината
- Евангелие от Филип
- Евангелие от Юда
- Евангелие от Мария Магдалина